# Mimino
Mimino (ros. Мимино) – radziecki film komediowy z 1977 roku w reżyserii Gieorgija Danelii. Zdjęcia kręcono w Moskwie, Berlinie Zachodnim oraz w Gruzji (Telawi, Omalo i Szenako).

## Opis fabuły
Waliko Mizandari zwany Mimimo (w filmie jest wyjaśnienie, że to gruzińskie słowo oznacza sokoła, choć faktycznie oznacza krogulca (jastrzębia)) przewozi niewielkim śmigłowcem Mi-2 pocztę, zwierzęta i ludzi pomiędzy gruzińskimi wioskami. Marzy jednak o pilotowaniu nowoczesnego odrzutowca w międzynarodowych liniach lotniczych (w tej roli pokazano m.in. ponaddźwiękowy Tu-144). Decyduje się na zakończenie pracy w małym lotnictwie i wyrusza do Moskwy licząc na pomoc znajomych. W stolicy ZSRR, w hotelu  Rossija, przypadkiem poznaje ormiańskiego kierowcę ciężarówki Rubika, z którym zaprzyjaźnia się. Marzenie o dalekich lotach nie jest w stanie pokonać przywiązania do rodzinnych stron.

## Obsada
- Wachtang Kikabidze – Mimino (Waliko Mizandari)
- Frunzik Mkrtczian – Rubik (Ruben Chaczikian)
- Jelena Prokłowa – Łarisa Iwanowna Komarowa
- Jewgienij Leonow – Wołochow
- Konstantin Dauszwili – dziadek Mimino
- Rusłan Mikaberidze – Giwi Iwanowicz
- Zakro Sachwadze – Warłaam
- Marija Djużewa  – adwokat
- Rusiko Morczeladze – Lali

## Nagrody
- 1977: Złoty Medal na Międzynarodowym Festiwalu Filmowym w Moskwie
- 1978: "Złote Laceno" na Międzynarodowym Festiwalu Filmowym w Avellino

Źródło: